# Nissan Cube (второе поколение)
Nissan Cube второго поколения (код кузова Z11) — автомобиль японского автопроизводителя Nissan, входящего в альянс Renault—Nissan. Выпуск Cube второго поколения осуществлялся с 2002 по 2008 год.
Впервые автомобиль Nissan Cube Z11 представлен на Токийском автосалоне в октябре 2002 года. По сравнению с первым поколением, новый Z11 выделился выразительным дизайном и ассиметричным оформлением задней части кузова, автомобиль получил более гладкие формы. Задняя часть Z11 выполнена в ассиметричном виде, это позволило увеличить обзор с места водителя. Асимметрия «Куба» начинается со второго поколения и является его главной чертой, но именно она во многом помешала выйти данному автомобилю на глобальный рынок.
«Куб» имел необычную полноприводную трансмиссию e4WD: в обычных ситуациях был переднеприводным автомобилем, но по команде водителя включался электромотор питающийся от генератора и вращал задние колёса.

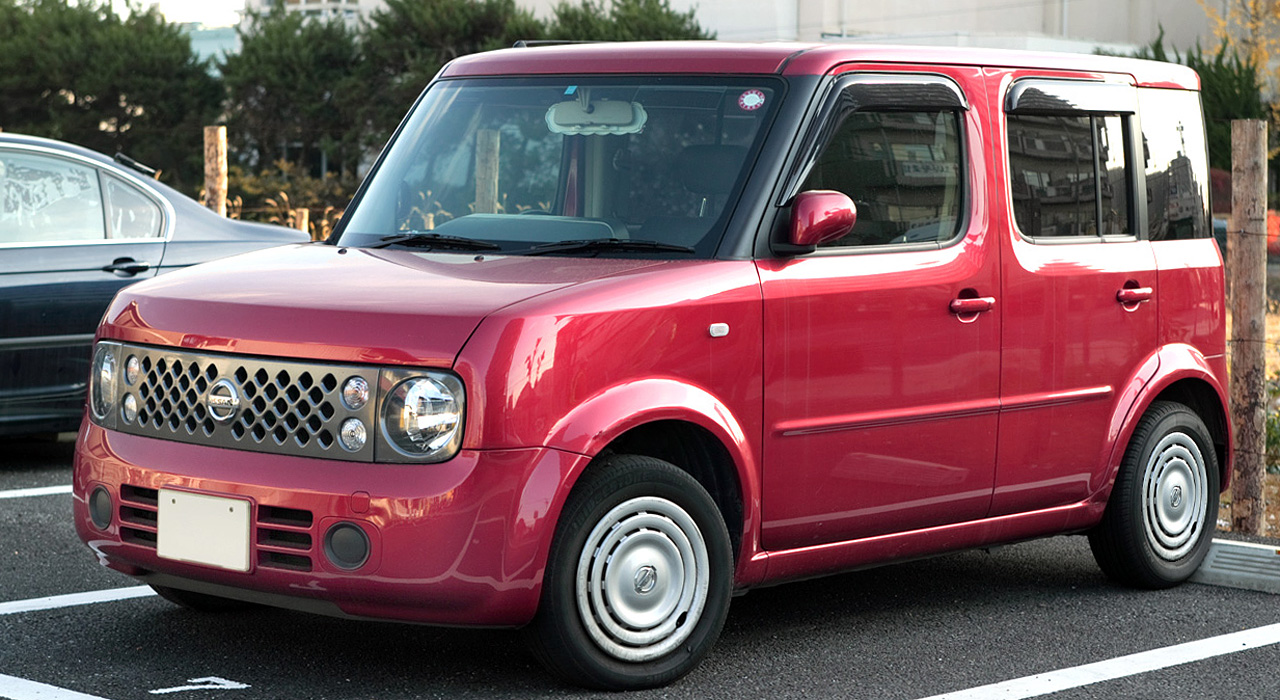
Nissan Z11, рестайлинг 2005.